# Cathédrale du Christ-Roi de Mullingar
Cette  cathédrale n’est pas la seule cathédrale du Christ-Roi.
La cathédrale du Christ-Roi (Christ the King Cathedral) de Mullingar est une cathédrale catholique irlandaise. Elle est située à proximité du centre-ville, près du canal. Elle est l’église principale du diocèse catholique de Meath.

## Historique
Elle est conçue à partir de 1920, pour remplacer la cathédrale de l’Immaculée Conception (1836 – 1936).
William Byrne & Sons, de Dublin, conçoivent l’édifice comme une basilique de style renaissance. Ces tours jumelles caractéristiques, surmontées de croix de bronze, s’élèvent à environ 55 mètres. Elle est prévue pour pouvoir accueillir 5 000 personnes.
La construction commence en mars 1933, et la première pierre est posée le 6 août par l’évêque Thomas Mulvany. Les constructeurs sont Messrs. Murphy de Dublin, et une grande partie de la décoration artistique est réalisée par Earley & Co. de Camden Street à Dublin et Oppenheimer Ltd. de Old Trafford, à Manchester.
L’inauguration de la nouvelle cathédrale a lieu le 6 septembre 1936. À la demande du pape Pie XI, elle devient la première cathédrale du monde à être dédiée au « Christ-Roi ». Elle est consacrée solennellement le 6 août 1939.
Le coût total de l’édifice — décoration incluse — est de 275 000 livres.
La cathédrale est renommée pour ses mosaïques, dans les chapelles Sainte-Anne et Saint-Patrick. Elles sont le travail de l’artiste russe Boris Anrep, qui a également travaillé sur la cathédrale de Westminster.

## Galerie

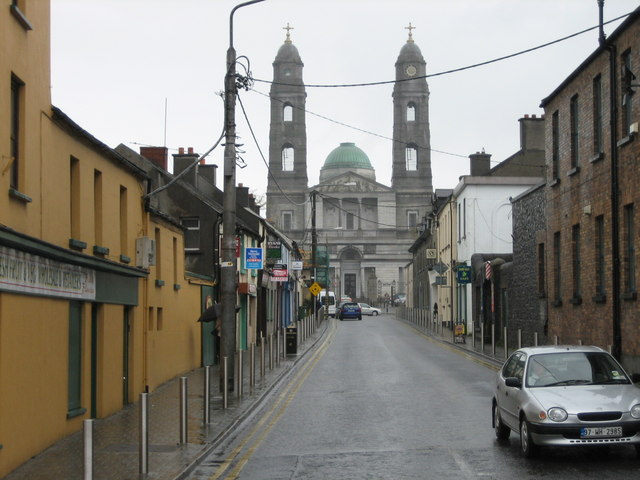
Perspective depuis la ville.
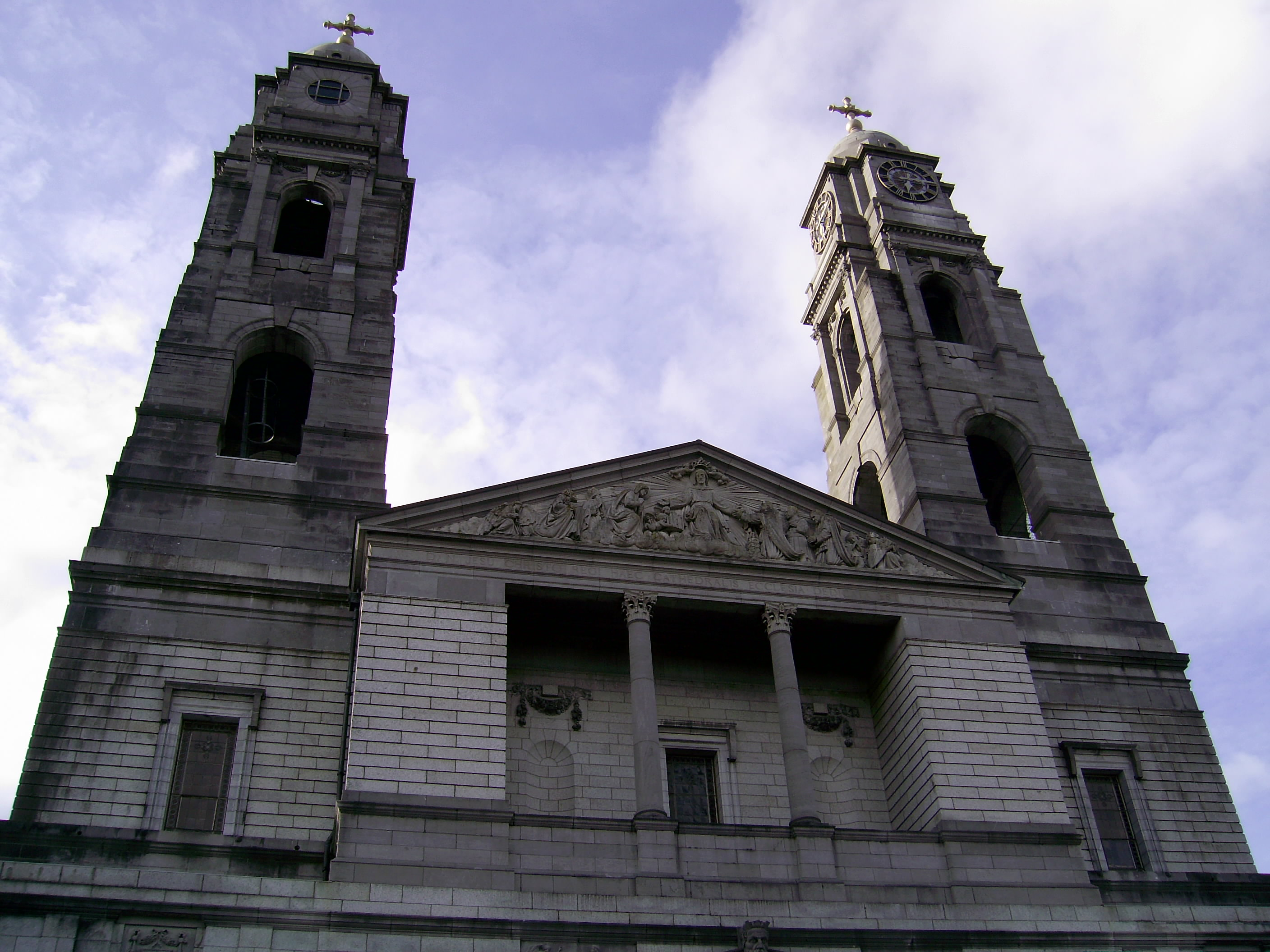
Les tours de la cathédrale.

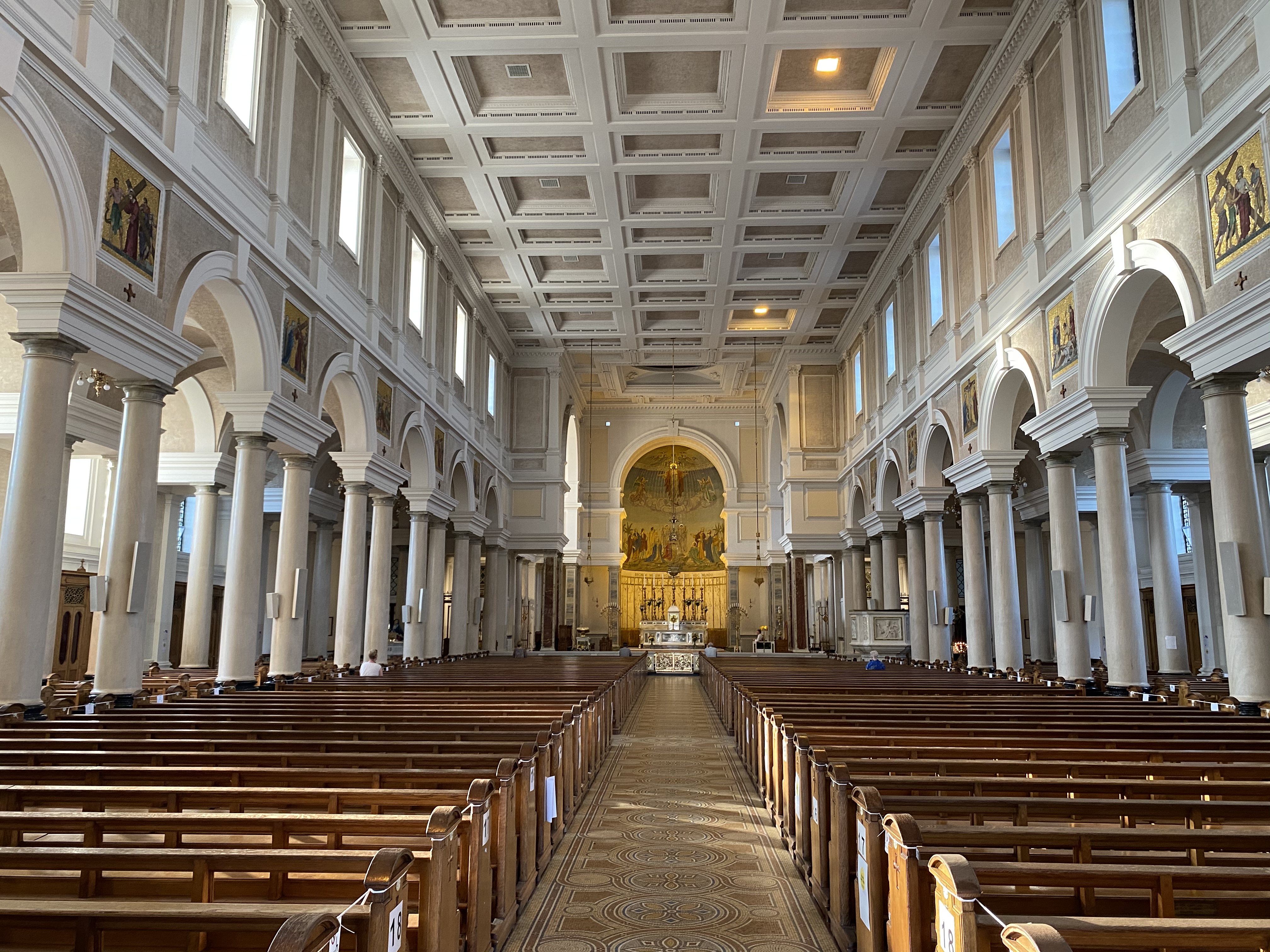
La nef centrale.
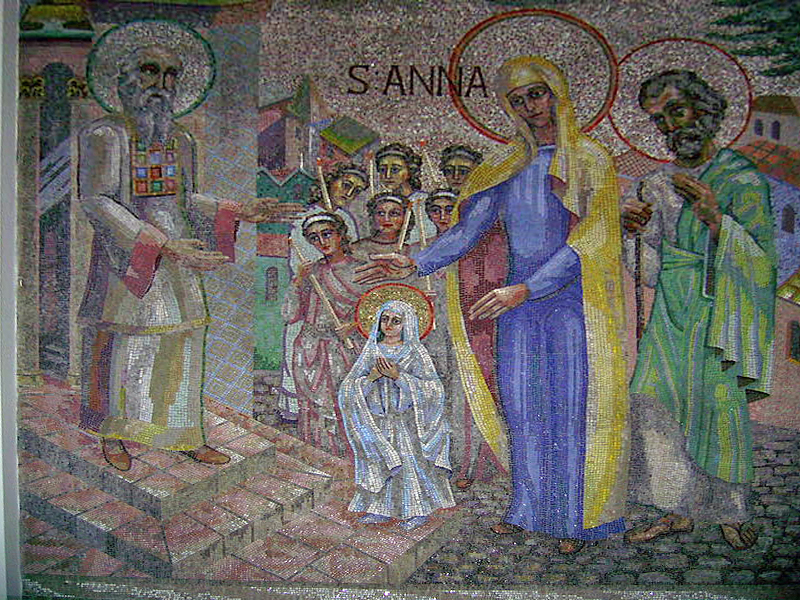
Mosaïque de la Présentation de la Vierge Marie au Temple par Boris Anrep (1954).

## Source
- (en) Cet article est partiellement ou en totalité issu de l’article de Wikipédia en anglais intitulé « Christ the King Cathedral, Mullingar » (voir la liste des auteurs).